# Si naai madam
Si naai madam (師奶MADAMS), noto anche con il titolo internazionale Madam Cutie on Duty, è una serie televisiva del 2015.

## Trama
Apple Fa-ping e Law Dai-shu sono due poliziotti che hanno un carattere e un'etica del lavoro completamente differente: frivola e superficiale la prima, preciso e serio il secondo. Malgrado i due non si possano sopportare, si ritrovano a dover fingere di essere marito e moglie per sgominare un losco traffico di prostitute.